# Frankie Boyle
Francis Martin Patrick Boyle (født 16. august 1972) er en skotsk komiker og forfatter. Han er kendt for sin kyniske, surrealistiske, grafisk og ofte kontroversielle humor.
Han har været stand-up komiker siden 1995, og Boyle blev kendt som en regelmæssig paneldeltager i showet Mock the Week fra begyndelsen af juni 2005 til september 2009. Efter han efterlod Mock the Week skabet og medvirkede Boyle i Channel 4 sketchshowet Frankie Boyle's Tramadol Nights (2010). Han var vært på BBC Twos satireshow Frankie Boyle's New World Order (2017–nu). I 2020 præsenterede han en firedelt tv-serie kaldet Frankie Boyle's Tour of Scotland på BBC Two. Han har været på flere turnéer, og har udgivet flere DVD'er.